# Санта Колома
Санта Колома (кат. Santa Coloma) је град у Андори.

## Географија
Санта Колома је град који се налази у жупи Андора ла Веља. Налази се у близини главног града, Андора ла Веље. Град се налази на реци Валира. Према подацима из 2010. Санта Колома има 2.979 становника.

## Знаменитости
У Санта Коломи се налази стара црква која је била номинована као УНЕСКО-ва светска баштина од 22. фебруара 1999. године.
- Спољни изглед цркве у Санта Коломи

## Спорт
У Санта Коломи постоји фудбалски клуб ФК Санта Колома. Клуб је шест пута био првак Андоре, 2001, 2003, 2004, 2008, 2010 и 2011. и осам пута је освајао Куп Андоре. Неколико пута је представљао Андору у европским такмичењима.